# Sebastian Dahm
Sebastian Dahm (ur. 28 lutego 1987 w Kopenhadze) – duński hokeista, reprezentant Danii, olimpijczyk.
Jego ojciec Kim (ur. 1959) także był hokeistą.

## Kariera
- Hvidovre U20 (2002-2002)
- Malmö Redhawks J18 (2003-2004)
- Malmö Redhawks J20 (2004-2005)
- Belleville Bulls (2005-2006)
- Sarnia Sting (2006)
- Sudbury Wolves (2006-2008)
- Niagara IceDogs (2008)
- Syracuse Crunch (2008/2009)
- Johnstown Chiefs (2008/2009)
- Alaska Aces (2009/2010)
- Bloomington PrairieThunder (2009/2010)
- Rødovre Mighty Bulls (2010-2015)
  -  EfB Ishockey (2010/2011)
- EC Graz 99ers (2015-2017)
- Iserlohn Roosters (2017-2019)
- Eisbären Berlin (2019-2020)
- EC KAC (2020-)

Wychowanek Rødovre SIK. Karierę rozwijał w zespołach juniorskich szwedzkiego klubu Malmö Redhawks. W CHL Import Draft 2005 został wybrany przez kanadyjski klub Belleville Bulls. Przez kolejne trzy sezony grał w kanadyjskiej lidze juniorskiej OHL, w barwach drużyny wybierającej i trzech innych. Następnie od 2008 przez dwa sezony grał w amerykańskich zespołach z rozgrywek AHL, ECHL i IHL. Pod koniec 2010 powrócił do ojczyzny i przez pięć lat grał w barwach macierzystej drużyny Rødovre Mighty Bulls. W maju 2015 przeszedł do austriackiego zespołu Graz99ers i w jego barwach rozegrał dwa sezony rozgrywek EBEL. W maju 2017 został zawodnikiem niemieckiej drużyny Iserlohn Roosters, w składzie której grał przez trzy lata w lidze DEL. W maju 2019 podpisał kontrakt z innym niemieckim klubem Eisbären Berlin. W sierpniu 2020 został zaangażowany przez austriacki  klub EC KAC. W maju 2021 przedłużył tam kontrakt o rok.
W barwach juniorskich reprezentacji Danii uczestniczył w turniejach mistrzostw świata do lat 18 edycji 2003 (Dywizja I), 2004, 2005 (Elita), mistrzostw świata do lat 20 edycji 2004, 2005, 2007 (Dywizja I). W kadrze seniorskiej brał udział w turniejach mistrzostw świata edycji 2009, 2013, 2014, 2015, 2016, 2017, 2018, 2019, 2021, 2022 (Elita).

## Sukcesy
Reprezentacyjne
- Awans do MŚ do lat 18 Elity: 2003
- Awans do MŚ do lat 20 Elity: 2007

Klubowe

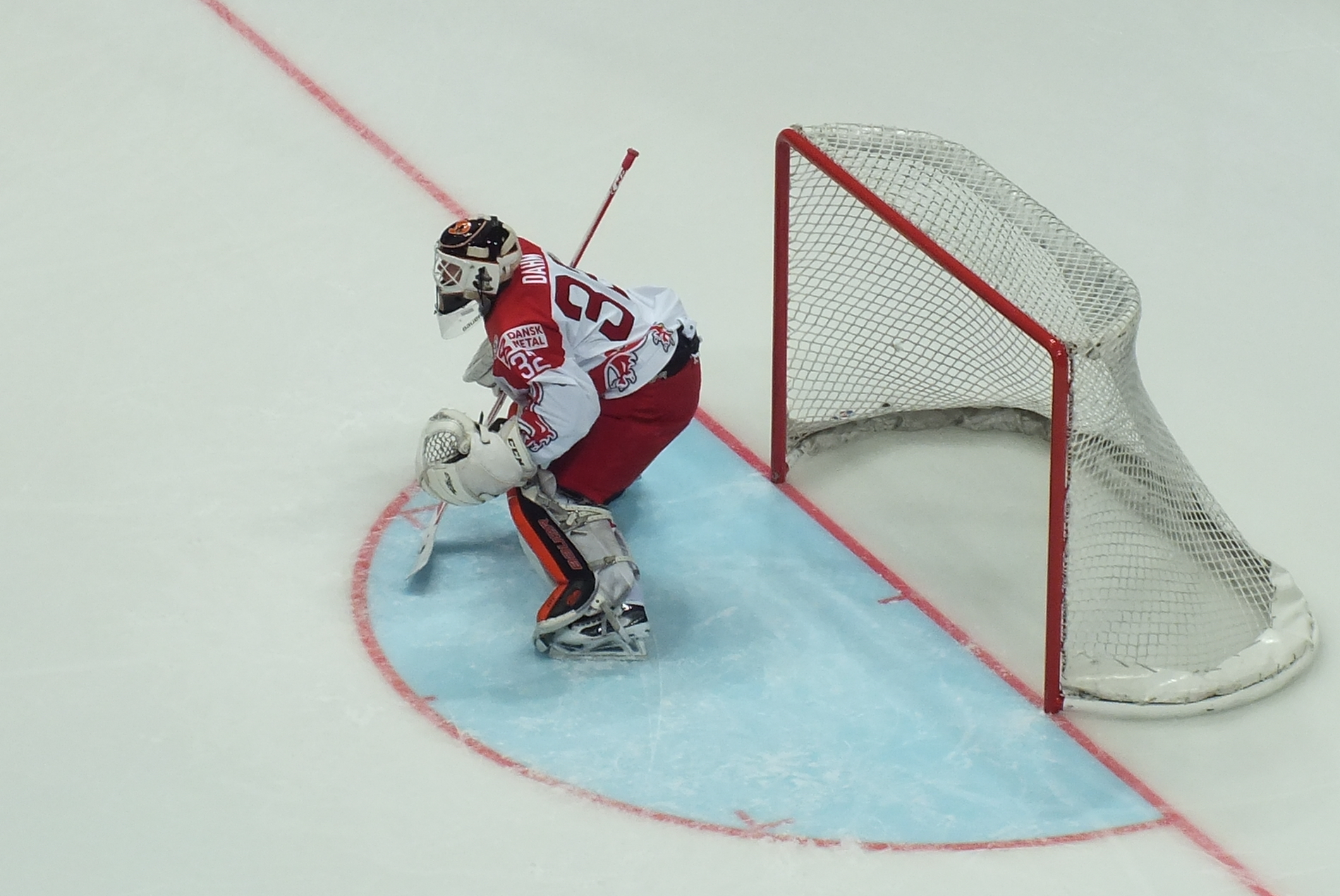
Sebastian Dahm w barwach reprezentacji Danii podczas MŚ 2016

- Bobby Orr Trophy: 2007 z Sudbury Wolves
- Finał o J. Ross Robertson Cup: 2007 z Sudbury Wolves
- Brązowy medal mistrzostw Danii: 2013 z Rødovre Mighty Bulls
- Puchar Tatrzański: 2015 z EC Graz 99ers

Indywidualne
- OHL (2005/2006): drugi skład gwiazd
- CHL (2006/2007): najlepszy bramkarz tygodnia - 10 października 2006, 29 kwietnia 2007
- CHL (2007/2008): najlepszy bramkarz tygodnia - 29 stycznia 2007, 24 marca 2008
- Superliga duńska w hokeju na lodzie (2012/2013): najlepszy zawodnik miesiąca - marzec 2013
- Superliga duńska w hokeju na lodzie (2014/2015): 
  - Pierwsze miejsce w klasyfikacji skuteczności obron w sezonie zasadniczym: 92,7%
- Mistrzostwa Świata w Hokeju na Lodzie 2015 (elita):
  - Drugie miejsce w klasyfikacji skuteczności obron w turnieju: 93,17%[7]
  - Szóste miejsce w klasyfikacji średniej goli straconych na mecz w turnieju: 2,22
  - Jeden z trzech najlepszych zawodników reprezentacji w turnieju[8]
- Puchar Tatrzański 2015: najlepszy bramkarz turnieju[9]
- EBEL (2015/2016): 
  - Pierwsze miejsce w klasyfikacji skuteczności obron w sezonie zasadniczym: 93,1%
- Mistrzostwa Świata w Hokeju na Lodzie 2016 (elita):
  - Czwarte miejsce w klasyfikacji skuteczności obron w turnieju: 93,55%[10]
  - Piąte miejsce w klasyfikacji średniej goli straconych na mecz w turnieju: 2,21
  - Pierwsze miejsce w klasyfikacji liczby obronionych strzałów w turnieju: 232
  - Jeden z trzech najlepszych zawodników reprezentacji w turnieju[11]
- EBEL (2016/2017): 
  - Pierwsze miejsce w klasyfikacji skuteczności obron w sezonie zasadniczym: 93,3%
- Mistrzostwa Świata w Hokeju na Lodzie 2019 (elita):
  - Piąte miejsce w klasyfikacji skuteczności obron w turnieju: 92,75%[12]
  - Czwarte miejsce w klasyfikacji średniej goli straconych na mecz w turnieju: 1,95
- ICE Hockey League (2020/2021): 
  - Pierwsze miejsce w klasyfikacji skuteczności obron w sezonie zasadniczym: 93,1%
  - Pierwsze miejsce w klasyfikacji średniej goli straconych na mecz w sezonie zasadniczym: 1,81
  - Pierwsze miejsce w klasyfikacji skuteczności obron w fazie play-off: 93,4%
  - Skład gwiazd sezonu
  - Najbardziej Wartościowy Zawodnik (MVP) - trofeum Rona Kennedy’ego
- Mistrzostwa Świata w Hokeju na Lodzie 2021 (elita):
  - Siódme miejsce w klasyfikacji skuteczności obron w turnieju: 93,89%[13]
  - Siódme miejsce w klasyfikacji średniej goli straconych na mecz w turnieju: 1,97
  - Piąte miejsce w klasyfikacji liczby obronionych strzałów w turnieju: 183
  - Jeden z trzech najlepszych zawodników reprezentacji w turnieju